# Dürnstein
Dürnstein er en by og kommune i den østrigske delstat Niederösterreich med omkring 900 indbyggere i distriktet Krems-Land i dalområdet Wachau.

## Geografi
Dürnstein ligger ved Donau i Wachau, som deler regionerne Waldviertel og Dunkelsteinerwald. Byens areal omfatter 16,81 km², hvoraf 59,61 % er skovareal.
Dürnstein er inddelt i følgende Katastralgemeinden: Dürnstein, Oberloiben og Unterloiben.

## Historie
Dürnstein er en by, der har mærket Østrigs omskiftelige historie. Fra 1192 til 1193 sad Richard Løvehjerte fanget i Burg Dürnstein (nu Burgruine Dürnstein), hvilket har gjort Burg Dürnstein til en berømt borgruin, der tiltrækker mange turister. 1645 blev borgen sprængt af svenskerne under ledelse af general Lennart Torstenson.
Klosterkomplekset Stift Dürnstein blev grundlagt i 1410, og i 1700-tallet blev komplekset ombygget i barokstil af Joseph Munggenast og Matthias Steinl. Særlig det blå baroktårn er markant.
Dürnstein nævnes første gang som by i 1347. Med kommunalreformen i 1850 får borgmesteren fast sæde i Dürnstein og i 1968 lægges kommunerne Oberloiben og Unterloiben sammen til kommunen Loiben, der i 1971 lægges under Dürnstein.
I 2001 kom byen på UNESCO's Verdensarvliste sammen med Wachau.

## Politik
Borgmester er Barbara Schwarz (ÖVP). Byrådet består af 15 pladser, der efter kommunevalget i 2009 er sammensat således:
- ÖVP, 10 mandater
- SPÖ, 2 mandater
- FPÖ, 3 mandater

Dürnstein er venskabsby med Tegernsee i Oberbayern i Tyskland.